# Héctor Carabalí
Héctor Johnny Carabalí Cevallos (né le 15 février 1972 à Guayaquil en Équateur) est un joueur de football international équatorien, qui évolue au poste de milieu de terrain.

## Biographie

### Carrière en sélection
Avec l'équipe d'Équateur, il joue 58 matchs (pour 2 buts inscrits) entre 1992 et 1999. 
Il figure notamment dans le groupe des sélectionnés lors des Copa América de 1993, de 1995, de 1997 et de 1999.

## Palmarès
Barcelona
- Championnat d'Équateur (3) :
  - Champion : 1991, 1995 et 1997.